# Пеллеццано
Пеллеццано (итал. Pellezzano) — город в Италии, располагается в регионе Кампания, в провинции Салерно.
Население составляет 10 547 человек (на 2004 г.), плотность населения составляет 786 чел./км². Занимает площадь 13 км². Почтовый индекс — 84080. Телефонный код — 089.
Покровителями коммуны почитаются святой Климент I, папа Римский, празднование 23 ноября, и святая Анна, празднование 26 июля.